# Diplura studiosa
Diplura studiosa is een spinnensoort in de taxonomische indeling van de Dipluridae.
Het dier behoort tot het geslacht Diplura. De wetenschappelijke naam van de soort werd voor het eerst geldig gepubliceerd in 1920 door Cândido Firmino de Mello-Leitão.